# Záhorský rybník (přírodní rezervace)
Záhorský rybník je přírodní rezervace tři a tři čtvrtě kilometru západně od města Vodňany v okrese Strakonice. Oblast spravuje Krajský úřad Jihočeského kraje.
Důvodem ochrany je stejnojmenný rybník s přilehlými mokřadními loukami porostlými keřovými vrbami a olšemi. Roste zde mj. kotvice plovoucí (Trapa natans), rozpuk jízlivý (Cicuta virosa), bublinatka jižní (Utricularia australis), ostřice vyvýšená (Carex elata) a mnohé další.
Na severovýchodním břehu rybníka roste (ještě v rámci rezervace) památný strom – Zeyerův dub. Další chráněný strom, nacházející se již mimo rezervaci, mezi silnicí II/141 a železniční tratí asi 150 m od jihovýchodního cípu rybníka, se nazývá Heritesův dub (po spisovateli Františku Heritesovi).